# Alfabet

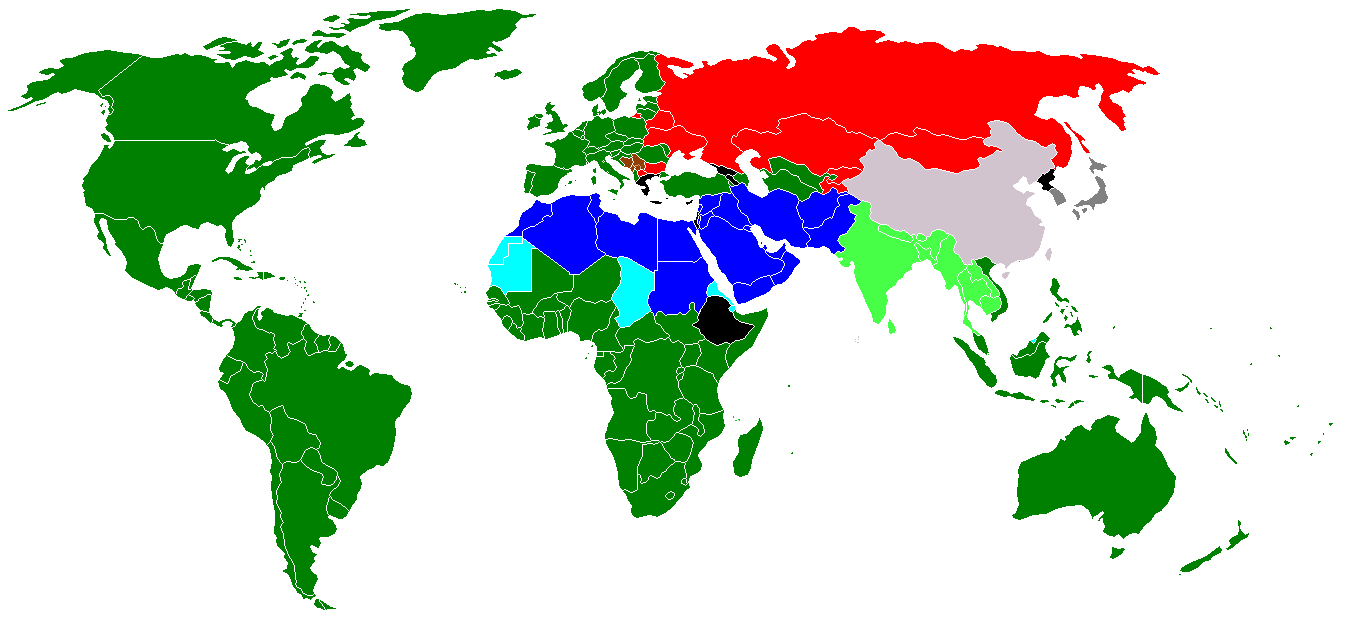
Spridning av alfabet i världen
Latinska alfabetet
Kyrilliska alfabetet
Arabiska alfabetet
Brahmiska alfabet (såsom exempelvis devanagari)
Blandat: latin och kyrilliskt
Blandat: latin och arabiskt
Blandat: inget eller annat alfabet
Annat alfabet
Inget alfabet

Ett alfabet är en uppsättning grafiska tecken, avsedda att avbilda fonem (ljud) i ett talat språk. Benämningen Alfabet kan härledas till de inledande bokstäverna i det feniciska alfabetet aleph och beth, genom grekiska alfabetets alfa och beta. Det som kännetecknar ett alfabet är att enstaka tecken motsvarar ett ljud, fonem. I kontrast till detta står till exempel kinesiska skriftspråket där ett tecken representerar ett helt ord eller en stavelse. Även i svenskan och de flesta språk som härstammar från Europa förekommer tecken för hela ord, dvs logogram. Det gäller till exempel när räkneord skrivs med siffror, till exempel "7" i stället för "sju", samt symboler för valuta och liknande, exempelvis "€" ("euro"), "£" ("pund"), "$" ("dollar"), "%" ("procent") eller det rätt nyligen tillkomna "@" ("at", eller "snabel-a"). 
I det svenska språket används en variant av det latinska alfabetet. Den består av 29 versaler och 29 gemener (om man räknar med W och w). Därtill kommer siffrorna, valutasymbolerna, de grammatiska tecknen m.m. Om man räknar så, har det svenska skriftspråket strax över 100 tecken.

## Utveckling
Tidigt fanns tendenser till en utveckling av alfabet. Kilskriften, som uppträder omkring 3100 f. Kr., och hieroglyferna, som uppträder omkring 3000 f. Kr., fick snabbt inslag av ljudtecken för att förenkla skriften. Även inom den kinesiska skriften uppkommer förenklade ljudtecken (stavelser), men den kinesiska skriften är yngre och uppkommer först 1500 f. Kr. Då hade alfabetsutvecklingen i sydvästasien redan kommit längre. Redan omkring 1500 f. Kr. fanns en fullt utvecklad ljudskrift med kilskrift - det ugaritiska alfabetet. Exakt var ett regelrätt alfabet utvecklades är svårt att säga. I egyptiska koppar- och turkosgruvor från c:a 1800–1400 f. Kr. har man hittat spår av en utveckling från delar av hieroglyfer som alltmer förenklats tills inskrifter som inte är bild- eller idéskrift. Omkring 2000 f. Kr. utvecklades på Kreta den skrift som kallas linear A vilken fortfarande var en ren bildskrift, och ur den utvecklas omkring 1400 f. Kr. linear B, där man förenklat bildskriften och delvis gjort om den till en ljudskrift.
Det verkar dock vara i Palestina som det första alfabetet utvecklas. Från 1500 f. Kr. har man ett exempel på en konsonantskrift, funnen på Sinaihalvön, där man låtit egyptiska skrivtecken beteckna konsonanter i det lokala kananeiska språket. Från flera platser i Palestina har man gjort fynd av alfabetsinskrifter från perioden 1500–1000 f. Kr. Alfabeten spreds till de judiska folken, assyrierna och fenicierna, vilkas alfabet var färdigutvecklat omkring 1000 f. Kr. Genom fenicierna spreds alfabetet i början av 700-talet f. Kr. till grekerna, som lade till vokaler i sitt alfabet. Ur det feniciska alfabetet utvecklades även det hebreiska alfabetet omkring 800 f. Kr., och troligen kort därefter det arabiska alfabetet.
Det grekiska alfabetet kom sedan att spridas till etruskerna, som spred det vidare till romarna som skapade det moderna latinska alfabetet. De germanska runorna skapades omkring 100 e. Kr. med tydlig utgångspunkt från det latinska alfabetet. Runorna försvann med kristendomens införande; vissa bokstäver har dock lagts till för att kunna transkribera de germanska språken bättre. Även i övrigt påverkades det latinska alfabetet, bland annat tillkom bokstäverna Å, Ä och Ö. Det kyrilliska alfabetet är skapat via det glagolitiska alfabetet med utgångspunkt från det grekiska alfabetet. Ge'ez är en östafrikanskt alfabet, som har tydlig likhet med sydarabisk skrift, och som verkar ha utvecklats från en separat linje från de äldsta alfabeten.
Alquin av York, munk (f. cirka 730;  d. 804) , kyrkoman, vetenskapsman, poet och minister i det frankiska riket under några år tog fram de karolingiska minusklerna, det vill säga små bokstäver (gemener) som komplement till latinets stora bokstäver (som dittills hade skrivits utan mellanrum mellan ord, meningar och stycken). Det gick avsevärt snabbare att skriva gemener och även att läsa versalgemen text. Dessutom tog skriften mindre plats, trots införandet av mellanrum mellan meningar och stycken. Dessutom utvecklades skrivstilen tack vare Alquins innovation. , 

## Lista över alfabet
- Assyriska alfabetet
- Arabiska alfabetet
- Armeniska alfabetet
- Amhariska alfabetet (Etiopien/Eritrea)
- Baybayin
- Brailleskrift (punktskrift)
- Brahmi
- Dansknorska alfabetet
- Dalrunor
- Devanāgarī
- Esperanto-alfabetet
- Etruskiska alfabetet
- Feniciska alfabetet
- Finska alfabetet
- Fornpermiska alfabetet
- Franska alfabetet
- Futhark (runor)
- Färöiska alfabetet
- Ge'ez
- Georgiska alfabetet (Mchedruli)
- Glagolitiska alfabetet
- Grekiska alfabetet
- Hangul (Koreanska alfabetet)
- Hebreiska alfabetet
- Hälsingerunor
- Internationella fonetiska alfabetet
- Italienska alfabetet
- Inuitisk stavelseskrift
- Isländska alfabetet
- Joniska alfabetet
- Kasjubiska alfabetet
- Koptiska alfabetet
- Kroatiska alfabetet
- Kyrilliska alfabetet
- Latinska alfabetet
- Makedonska alfabetet
- Ogham
- Orchonskrift ("turkiska runor")
- Persiska alfabetet
- Polska alfabetet
- Protosinaitisk skrift
- Serbiska alfabetet
- Svenska alfabetet
- Tyska alfabetet
- Thailändska alfabetet
- Ugaritiska alfabetet
- Ungerska runor (Székely Rovásírás)